# Euderces paraposticus
Euderces paraposticus là một loài bọ cánh cứng trong họ Cerambycidae.